# Хаджидимитрова кула
Хаджидимитровата кула (на гръцки: Πύργος Χατζηδημητρέων) е османско жилищно-отбранително съоръжение, разположено в негушкото село Църмариново (Марина), в областта Сланица, Северна Гърция.
В 1998 година кулата е обявена за паметник на културата като „свидетелство за социалния и политическия живот на последните години на османското владичество и забележителна сграда, важна за изучаването на развитието на архитектурата“.